# حسن آل وثيلة
حسن سلطان آل وثيلة لاعب كرة قدم سعودي، يلعب في الظهير الأيمن لعب سابقاً في نادي الفيحاء.